# Lac de Salanfe
Lac de Salanfe – szwajcarski zbiornik retencyjny w kantonie Valais umiejscowiony na wysokości 1925 m. Jego powierzchnia wynosi 1,84 km²

## Zapora i elektrownia
Od wschodniej strony jezioro ogranicza zapora, oddana w 1953 roku.
Wodę z jeziora pobiera elektrownia Salanfe. Elektrownię uruchomiono w 1950 roku. Jej średnia roczna produkcja energii elektrycznej wynosi 110 mln kWh. W 2011 roku zakończono modernizację elektrowni, dzięki czemu jej wydajność wzrosła o 16%.